# Nelly Miricioiu
Nelly Miricioiu (n. 31 martie 1952, Adjud) este o soprană de operă britanică de origine română, cunoscută pentru extrema sa versatilitate acoperind un repertoriu foarte bogat, care se întinde de la bel canto la verism.

## Biografie artistică

### Studii
Nelly  Miricioiu a studiat la Conservatorul din Iași, clasa Tiberiu Popovici, unde a și debutat în rolul Regina nopții din Flautul fermecat de Mozart.
În 1972 a fost cea mai tânără participantă la concursul „Francisco Vinas” unde a adjudecat marele premiu, iar în 1975 a câștigat prima ediție a concursului „Maria Callas” la Atena. A cântat la Opera din Brașov între 1975 și 1978, în roluri așa cum au fost Mimi din Boema, Micaela din Carmen, Rosalinde din Liliacul.

### Scottish Opera
Consacrarea internațională adevărată s-a produs odată cu debutul său pe scena Operei scoțiene, Scottish Opera, în 1981, în rolul Violettei din La traviata de Giuseppe Verdi. Alte roluri interpretate pe scena operei naționale a Scoției din Glasgow au inclus Manon Lescaut și Tosca, ambele scrise de Giacomo Puccini.

### Royal Opera House
În anul următor, Miricioiu a debutat pe scena Operei Regale, Royal Opera House, din Londra în rolul Neddei din Paiațe de Ruggiero Leoncavallo, alături de Jon Vickers, iar ulterior a interpretat rolul Margueritei din Faust de Charles Gounod, Antonia din Povestirile lui Hoffmann de Jacques Offenbach și Valentine din Les Huguenots de Giacomo Meyerbeer.

### Teatro alla Scala și alte scene lirice europene
În 1983, Nelly Miricioiu și-a făcut debutul pe scena operei La Scala din Milano, în rolul titular din  Lucia di Lammermoor. Ulterior, devenind o voce confirmată, soprana română a apărut pe scenele celor mai importante teatre lirice din Europa, cântând la Amsterdam, Bruxelles, Roma, Hamburg, Geneva, München, Viena, Salzburg, Paris, Madrid, Barcelona, etc., fiind constant aclamată ca Violetta din La Traviata, Mimi din La bohėme, Cio-Cio-San din Madama Butterfly, Silvana din La Fiamma, Adriana din Adriana Lecouvreur și Francesca din Francesca da Rimini.

### Statele Unite ale Americii
Miricioiu a aparut de asemenea pe scenele lirice din Statele Unite ale Americii, de la Washington, DC, la Philadelphia, Dallas, și San Francisco, făcîndu-și debutul la Metropolitan Opera din New York ca Mimi (La boheme) în 1989. A jucat și în America de Sud, și anume la opera din Santiago de Chile și la Teatro Colon în Buenos Aires.
În 1992 a interpretat rolul Amenaidei din Tancredi de Rossini bucurîndu-se de mult succes de Salzburg, dupa care a început să se concentreze pe repertoriul de bel canto, abordînd și alte roluri rossiniene ca Armida, Semiramide, Ermione, cît și roluri din Donizetti și Bellini în opere ca Anna Bolena, Roberto Devereux, Il pirata, Norma.
În paralel Miricioiu a început să colaboreze cu Opera Rara, aparînd atît în lucrari de Rossini și Donizetti de mult uitate, cît și în opere de compozitori ca Pacini și Mercadante, în concerte și în înregistrari pe disc, ca de exemplu Ricciardo e Zoraide, Rosmonda d'Inghilterra, Maria de Rudenz, Maria, regina d'Inghilterra, Orazi e Curiazi, Emma d'Antiocchia, etc.
Repertoriul ei include și roluri verdiene din opere ca Ernani, Luisa Miller, I vespri siciliani, Don Carlo. A colaborat cu dirijori și directori de scenă prestigioși și cu soliști de primă mărime ai scenei lirice ca Luciano Pavarotti, Jose Carreras, Placido Domingo, Jose Cura, Giuseppe Taddei sau Roberto Alagna, ca să numim doar cîțiva.